# Shy FX
Andre Williams (* 1976, Londýn, Anglie), známý pod uměleckým jménem Shy FX, je anglický DJ a hudební producent z Londýna. Specializuje se na drum and bass a jungle.

## Biografie
Jeho debutovou nahrávkou byla "Jungle Love" vydaná v roce 1992 vydavatelstvím Permission to Dance. Brzy poté podepsal smlouvu s vydavatelstvím S.O.U.R. a v roce 1994 vydal svou průlomovou ragga jungle skladbu "Original Nuttah" ve spolupráci s MC UK Apache.
Během své kariéry spolupracoval s anglickým drum and bassovým producentem T Power pod názvem Ebony Dubsters nebo jako Shy FX & T Power. Jejich společná skladba "Shake Ur Body" ve spolupráci s Di, dosáhla 7. místo v žebříčku UK Singles Chart.
Shy FX také produkoval třetí singl zpěvačky Yasmin, "Light Up (The World)", na kterém spolupracovala Ms. Dynamite. Singl dosáhl 50. místa v UK Singles Chart.
Singl "Gold Dust" od DJe Freshe byl znovu vydán, přičemž Shy FX Re-Edit byl vydán jako singl dne 2. prosince 2012.
V roce 2013 vydal singl "Soon Come" ve spolupráci s Liamem Baileyem. Singl dosáhl 55. místa v žebříčku UK Singles Chart. v roce 2013 Shy FX také vydal singl "Cloud 9", ve spolupráci s Ms. Dynamite.

## Diskografie

### Úspěšné single
| 2013                                                                     | "Soon Come" (featuring Liam Bailey) | 55 | 18 | 6 | Cornerstone    |
| 2013                                                                     | "Cloud 9" (with Ms. Dynamite)       | 62 | 10 | 8 | Nealbový singl |
| "-" Pomlčky označují, že singl nebyl vydán nebo se nedostal do žebříčku. |                                     |    |    |   |                |